# Фуссилят
Фуссилят (араб. فصلت — Разъяснены) — сорок первая сура Корана. Сура мекканская.  Состоит из 54 аятов.

## Содержание
Во многих аятах этой суры говорится о значении Корана, в котором содержатся добрые вести и увещевания. В суре разъясняется отношение многобожников к Корану — опровержение Корана и противостояние его призыву.

 Ха. Мим. ۝ Ниспосланное от Милостивого, Милосердного ۝ является Писанием, аяты которого разъяснены в виде Корана на арабском языке для людей знающих. ۝ Оно возвещает благую весть и предостерегает, однако большинство их отворачивается и не слышит. ۝ Они говорят: «Наши сердца закрыты для того, к чему ты призываешь нас, наши уши поражены глухотой, а между нами и тобой - завеса. Трудись же, и мы будем трудиться». ۝ Скажи: «Я - такой же человек, как и вы. Мне внушено в откровении, что ваш бог - Бог Единственный. Идите к Нему прямым путём и просите у Него прощения. И горе многобожникам, ۝ которые не выплачивают закята и не веруют в Последнюю жизнь». ۝ Воистину, тем, которые уверовали и совершали праведные деяния, уготована неиссякаемая награда. ۝ Скажи: «Неужели вы не веруете в Того, Кто создал землю за два дня, и равняете с Ним других? Он же - Господь миров. ۝ Он воздвиг над землёй незыблемые горы, наделил её благодатью и распределил на ней пропитание для страждущих (или для тех, кто спрашивает) за четыре полных дня. ۝ Потом Он обратился к небу, которое было дымом, и сказал ему и земле: «Придите по доброй воле или по принуждению». Они сказали: «Мы пришли по доброй воле». ۝ Он сотворил их семью небесами за два дня и внушил каждому небу его обязанности. Мы украсили нижнее небо светильниками и оберегаем его (или для оберегания его). Таково предопределение Могущественного, Знающего». 
—  41:1—12 (Кулиев)